# Коттедж-Лейк (Вашингтон)
Коттедж-Лейк (англ. Cottage Lake) — переписна місцевість (CDP) в США, в окрузі Кінг штату Вашингтон. Населення — 22 857 осіб (2020).

## Географія
Коттедж-Лейк розташований за координатами 47°44′47″ пн. ш. 122°4′34″ зх. д. / 47.74639° пн. ш. 122.07611° зх. д. (47.746452, -122.075988).  За даними Бюро перепису населення США в 2010 році переписна місцевість мала площу 59,01 км², з яких 58,68 км² — суходіл та 0,33 км² — водойми.

## Демографія
Згідно з переписом 2010 року, у переписній місцевості мешкали 22 494 особи в 7674 домогосподарствах у складі 6565 родин. Густота населення становила 381 особа/км².  Було 7925 помешкань (134/км²).
Расовий склад населення:
| - 89,1 % — білих - 5,3 % — азіатів - 0,7 % — чорних або афроамериканців - 0,4 % — корінних американців - 0,1 % — вихідців з тихоокеанських островів |

До двох чи більше рас належало 3,5 %. Частка іспаномовних становила 3,6 % від усіх жителів.
За віковим діапазоном населення розподілялося таким чином: 26,7 % — особи молодші 18 років, 65,1 % — особи у віці 18—64 років, 8,2 % — особи у віці 65 років та старші. Медіана віку мешканця становила 43,3 року. На 100 осіб жіночої статі у переписній місцевості припадало 103,8 чоловіків;  на 100 жінок у віці від 18 років та старших — 101,5 чоловіків також старших 18 років.
Середній дохід на одне домашнє господарство  становив 179 901 долар США (медіана — 135 291), а середній дохід на одну сім'ю — 193 438 доларів (медіана — 147 034). Медіана доходів становила 110 129 доларів для чоловіків та 65 223 долари для жінок. За межею бідності перебувало 2,8 % осіб, у тому числі 2,7 % дітей у віці до 18 років та 1,2 % осіб у віці 65 років та старших.
Цивільне працевлаштоване населення становило 11 906 осіб. Основні галузі зайнятості: науковці, спеціалісти, менеджери — 23,3 %, освіта, охорона здоров'я та соціальна допомога — 18,3 %, виробництво — 12,7 %, роздрібна торгівля — 9,4 %.